# Priscus

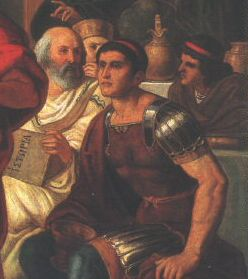
Priscus (bên trái) với đoàn sứ thần La Mã tại triều đình của vua Attila, đang giữ quyển ΙΣΤΟΡΙΑ của ông (Lịch sử, mà họa sĩ đã đánh vần sai thành ΙΣΤΩΡΙΑ). (Chi tiết từ bức tranh Yến tiệc của Attila của Mór Than.)

Priscus xứ Panium (/ˈprɪskəs/; Hy Lạp: Πρίσκος; ? – ?) là một nhà ngoại giao Đông La Mã thế kỷ 5 và là sử gia và nhà hùng biện (hay ngụy biện) gốc Hy Lạp.

## Tiểu sử
Priscus sinh trưởng tại Panio (nằm ở Thracia) khoảng năm 410–420.  Năm 448/449, ông đi cùng Maximinus, người đứng đầu đoàn sứ thần Đông La Mã đại diện cho Hoàng đế Theodosius Trẻ (trị vì 408–450) thực hiện một sứ mệnh ngoại giao tại triều đình của vua Attila. Tại đây, ông đã có dịp gặp gỡ và nói chuyện với một thương gia Hy Lạp trong bộ đồ kiểu "Scythia" (hoặc của người Hung) bị bắt tám năm về trước (khoảng năm 441–442) khi thành phố Viminacium (nằm ở phía đông sông Danube mà nay thuộc Beograd) bị người Hung cướp phá tan tành.  Vị thương nhân đó giải thích rằng sau vụ cướp phá thành Viminacium, ông bị bắt làm nô lệ cho một nhà quý tộc người Hung tên là Onegesius, mãi về sau mới chuộc được tự do của mình và chọn cách sống chung với người Hung. Priscus rốt cuộc còn tham gia vào một cuộc tranh luận với những người bội giáo Hy Lạp về những phẩm chất của cuộc đời và công lý tại Đế quốc Đông La Mã và những vương quốc của người man rợ. Sau một giai đoạn chuyển tiếp ở Roma, Priscus làm chuyến du hành đến Alexandria và Thebaid ở Ai Cập. Ông xuất hiện lần cuối ở phía Đông vào khoảng năm 456 gắn liền với bộ tham mưu của Euphemios trong vai trò là magister officiorum của Hoàng đế Marcianus (trị vì 450–457). Priscus qua đời sau năm 472.

### Lịch sử Byzantium
Priscus là tác giả của bộ sử tám tập viết bằng tiếng Hy Lạp nhan đề Lịch sử Byzantium (Hy Lạp: Ἱστορία Βυζαντιακή), mà có lẽ không phải là tên gọi lúc ban đầu.  Bộ Lịch sử bao trùm cả một thời kỳ từ lúc Attila lên ngôi cho đến khi Hoàng đế Zeno đăng quang (trị vì 474–475), hoặc từ năm 433 cho đến năm 474. Tác phẩm của Priscus hiện còn tồn tại trong những đoạn viết rời rạc và rất có ảnh hưởng trong lòng Đế quốc Đông La Mã. Bộ Lịch sử này từng được sử dụng trong cuốn Excerpta de Legationibus của Hoàng đế Konstantinos VII Porphyrogenitus (trị vì 913–959), cũng như của các tác giả như Evagrius Scholasticus, Cassiodorus, Jordanes và tác giả quyển Suda. Văn phong của Priscus thẳng thắn và tác phẩm của ông được coi là một tài liệu đáng tin cậy đương thời về Attila, triều đình của ông và việc tiếp đón các sứ thần La Mã. Ông còn được coi là một nhà sử học "kinh điển" trong phạm vi tác phẩm của mình dù nó được viết dưới thời kỳ Thiên Chúa giáo, gần như hoàn toàn mang tính cách thế tục và dựa vào một văn phong và cách chọn từ như một phần của truyền thống viết sử có từ hồi thế kỷ thứ năm trước Công nguyên.

## Tác phẩm còn lại
Các tác phẩm còn lại của Priscus hiện giờ được xuất bản thành bốn cuốn tổng tập:
- Given, John (2014). The Fragmentary History of Priscus. Merchantville, New Jersey: Evolution Publishing. ISBN 1-935228-14-5.
- Blockley, Roger C. (2009). The Fragmentary Classicising Historians of the Later Roman Empire. Quyển II. Cambridge, United Kingdom: Francis Cairns. ISBN 0-905205-51-0.
- Gordon, Colin Douglas (1966). The Age of Attila: Fifth-century Byzantium and the Barbarians. Ann Arbor, Michigan: University of Michigan Press.
- Dindorfius, Ludovicus (1870). Historici Graeci Minores (Volume 1). Leipzig, Germany: B. G. Teubneri.